# اکنی (جورجیا)
اکنی، جورجیا (به انگلیسی: Oconee, Georgia) یک شهر در ایالات متحده آمریکا با جمعیت ۲۸۰ نفر است که در جورجیا واقع شده‌است.

## موقعیت جغرافیایی
موقعیت جغرافیایی شهرها و مناطق اطراف به شرح زیر است: